# 정수경
정수경(본명 : 정해인, 1961년 5월 7일 ~ )은 대한민국의 가수이다.

## 앨범
- 1976년 《이름모를 그 사람》

## 학력
- 1972년 서울신석국민학교 졸업
- 1975년 서울여자중학교 졸업
- 1978년 서울여자고등학교 졸업